# Harquency
Harquency – miejscowość i gmina we Francji, w regionie Normandia, w departamencie Eure.
Według danych na rok 1990 gminę zamieszkiwały 183 osoby, a gęstość zaludnienia wynosiła 13 osób/km² (wśród 1421 gmin Górnej Normandii Harquency plasuje się na 718. miejscu pod względem liczby ludności, natomiast pod względem powierzchni na miejscu 171).

## Linki zewnętrzne

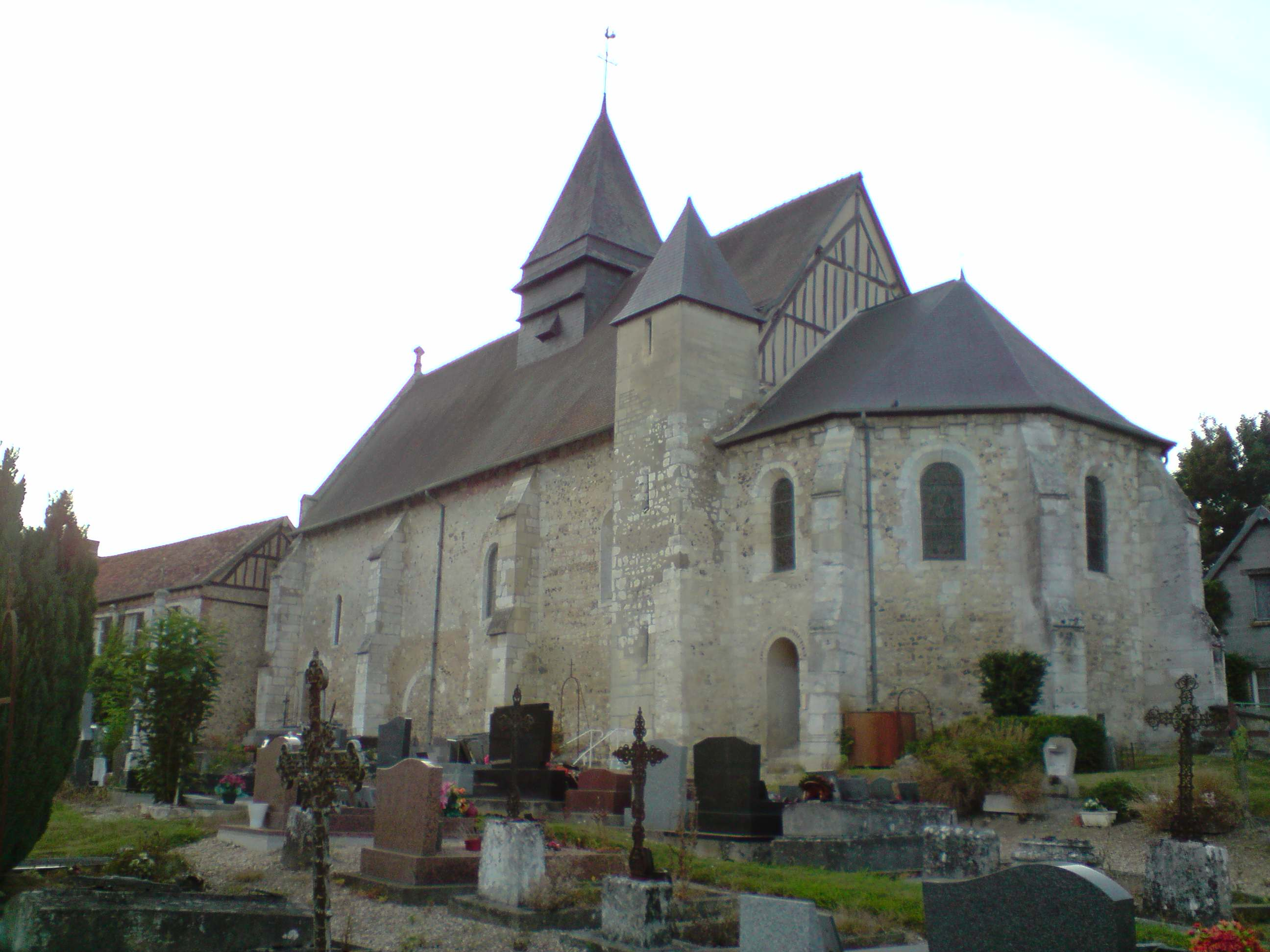